# Osvalds Zebris
Osvalds Zebris (Riga, 21 febbraio 1975) è uno scrittore lettone.

## Biografia
Nato nel 1975 a Riga, si è laureato in Economia all'Università della Lettonia.
Prima di dedicarsi alla scrittura ha lavorato nel settore delle comunicazioni per la Hill+Knowlton Strategies e la McCann e come editore per riviste e quotidiani.
Ha esordito nel 2010 con la raccolta di racconti Libertà nelle reti vincendo il premio Literatūras gada balva.
Autore di 3 romanzi, con All'ombra della collina dei galli ha ottenuto il Premio letterario dell'Unione europea nel 2017.

## Opere principali

### Romanzi
- Koka nama ļaudis (2013)
- All'ombra della collina dei galli (Gaiļu kalna ēnā, 2014), Milano - Udine, Mimesis, 2019 traduzione di Paolo Pantaleo ISBN 978-88-575-6031-1.
- Māra (2019)

### Racconti
- Libertà nelle reti (Brīvība tīklos, 2010), Milano - Udine, Mimesis, 2020 traduzione di Paolo Pantaleo ISBN 978-88-575-7161-4.

## Premi e riconoscimenti
- Literatūras gada balva: 2010 vincitore con Libertà nelle reti
- Premio letterario dell'Unione europea: 2017 vincitore con All'ombra della collina dei galli